# 8199 Takagitakeo
8199 Takagitakeo (1993 XR) là một tiểu hành tinh vành đai chính được phát hiện ngày 9 tháng 12 năm 1993 bởi T. Kobayashi ở Oizumi.